# Криптопаганизам
Криптопаган (грч. κρυπτός — тајно, прикривено) је паган који привидно одржава поштовање неке непаганске религије, док у личном животу наставља одржавати своје паганске обичаје. То може бити одговор на уочене опасности одбацивања од стране друштва, или формализованог прогона од стране утврђеног вјерског празновјерја.

## Савремено доба
У савременом друштву, посебно у регионима снажног конзервативног вјерског увјерења, неопагани ће понекад настојати оставити утисак у складу са уобичајеним у циљу ублажавања ризика од одстрањености или прогањања.